# Toremifene
Toremifene, được bán dưới tên thương hiệu Fareston trong số những người khác, là một loại thuốc được sử dụng trong điều trị ung thư vú tiến triển ở phụ nữ sau mãn kinh. Nó được dùng bằng đường uống.
Tác dụng phụ của toremifene bao gồm bốc hỏa, đổ mồ hôi, buồn nôn, nôn, chóng mặt, tiết dịch âm đạo và chảy máu âm đạo. Nó cũng có thể gây ra cục máu đông, nhịp tim không đều, đục thủy tinh thể, rối loạn thị giác, men gan tăng cao, tăng sản nội mạc tử cung và ung thư nội mạc tử cung.  Nồng độ calci trong máu cao có thể xảy ra ở phụ nữ bị di căn xương.
Thuốc là một bộ điều biến thụ thể estrogen chọn lọc (SERM) và do đó là một chất chủ vận - chất đối vận hỗn hợp của thụ thể estrogen (ER), đích sinh học của estrogen như estradiol. Nó có tác dụng estrogen trong xương, gan, tử cung và tác dụng chống ung thư ở vú.  Nó là một dẫn xuất triphenylethylene và có liên quan chặt chẽ với tamoxifen.
Toremifene được giới thiệu cho sử dụng y tế vào năm 1997. Nó là chất chống ung thư đầu tiên được giới thiệu kể từ tamoxifen vào năm 1978. Nó có sẵn như là một loại thuốc chung ở Hoa Kỳ.

## Sử dụng trong y tế
Toremifene được phê duyệt để điều trị ung thư vú di căn ở phụ nữ mãn kinh với khối u dương tính với thụ thể estrogen hoặc không rõ tình trạng. Đây là sử dụng duy nhất được phê duyệt tại Hoa Kỳ. Nó cho thấy hiệu quả tương đương với tamoxifen cho chỉ định này.  Toremifene đã được tìm thấy là có hiệu quả trong điều trị đau vú và có thể là một loại thuốc tốt hơn tamoxifen cho chỉ định này. Toremifene đã được báo cáo để cải thiện đáng kể các triệu chứng của gynecomastia ở nam giới.

### Các hình thức có sẵn
Toremifene được cung cấp dưới dạng viên nén uống 60 mg.

## Tác dụng phụ
Các tác dụng phụ của toremifene tương tự như của tamoxifen. Tác dụng phụ phổ biến nhất là bốc hỏa.  Các tác dụng phụ khác bao gồm đổ mồ hôi, buồn nôn, nôn, chóng mặt, tiết dịch âm đạo và chảy máu âm đạo. Ở phụ nữ bị di căn xương, tăng calci máu có thể xảy ra.  Toremifene có một rủi ro nhỏ về các biến cố huyết khối.  Đục thủy tinh thể, thay đổi thị lực và tăng men gan đã được báo cáo.   Thuốc kéo dài khoảng QT và do đó có nguy cơ rối loạn nhịp tim có thể gây tử vong.  Nguy cơ rối loạn nhịp có thể được giảm bằng cách tránh sử dụng ở những bệnh nhân với hạ kali máu, hypomagnesemia, tồn tại trước đó kéo dài QT, và ở những người dùng thuốc kéo dài QT-khác.  Vì toremifene có các hoạt động estrogen trong tử cung, nó có thể làm tăng nguy cơ tăng sản nội mạc tử cung và ung thư nội mạc tử cung.

## Tương tác
Toremifene là một chất nền của CYP3A4, một cytochrome P450 enzyme, và do đó các loại thuốc gây ra hoặc ức chế enzym này tương ứng có thể làm giảm hoặc mức tăng toremifene trong cơ thể.

## Dược lý

### Dược lực học
Toremifene là một ligand cạnh tranh của thụ thể estrogen và đã hòa trộn tác động chủ vận và đối vận trong một phong thái mô-chọn lọc. Nó có hoạt động estrogen trong xương, hoạt động estrogen một phần trong tử cung và gan, và hoạt động chống estrogen tinh khiết ở vú. Thuốc rất giống với tamoxifen và chia sẻ hầu hết các thuộc tính của nó.     Có một số dấu hiệu cho thấy nó có thể an toàn hơn tamoxifen vì nó không phải là chất gây ung thư gan ở động vật và có thể ít có khả năng gây nhiễm độc gen. Tuy nhiên, các nghiên cứu lâm sàng đã tìm thấy không có sự khác biệt đáng kể giữa toremifene và tamoxifen, bao gồm cả về hiệu quả, khả năng dung nạp và an toàn, và do đó việc sử dụng toremifene trên lâm sàng đã bị hạn chế phần nào.
Toremifene đã được tìm thấy có tác dụng kháng gonadotropic ở phụ nữ mãn kinh, tác dụng progonadotropic ở nam giới, để tăng mức độ globulin gắn với hormone giới tính,  và làm giảm khoảng 20% yếu tố tăng trưởng giống như insulin phụ nữ mãn kinh và nam giới.
Toremifene có khoảng một phần ba tiềm năng của tamoxifen; tức là 60   mg toremifene tương đương với 20   mg tamoxifen trong điều trị ung thư vú.

### Dược động học
Sinh khả dụng của toremifene chưa được xác định chính xác nhưng được biết là tốt.  Thuốc liên kết hơn 99% với protein huyết tương.  Nó được chuyển hóa ở gan chủ yếu bởi CYP3A4 và sau đó trải qua quá trình hydroxyl hóa thứ cấp.  Các chất chuyển hóa của toremifene bao gồm N-desmethyltoremifene và 4-hydroxytoremifene và ít hoạt động hơn chính toremifene. Ospemifene (deaminohydroxytoremifene) cũng là một chất chuyển hóa chính của toremifene. Toremifene và 4-hydroxytoremifene có thời gian bán hủy rất dài từ 5 đến 6 ngày, trong khi N-desmethyltoremifene có thời gian bán hủy dài hơn từ 6 đến 21 ngày và ospemifene có thời gian bán hủy là 4 ngày.   Thời gian bán hủy dài của toremifene và các chất chuyển hóa của nó có thể được quy cho sự tuần hoàn ruột gan. Toremifene được loại bỏ 70% trong phân, dưới dạng các chất chuyển hóa.
Không giống như tamoxifen, toremifene không phải là tiền chất và không phụ thuộc vào quá trình trao đổi chất bởi CYP2D6 cho hoạt tính sinh học; do đó, có thể thích hợp hơn với tamoxifen trong các chất chuyển hóa kém CYP2D6 hoặc ở những bệnh nhân đang dùng thuốc ức chế CYP2D6.

## Hóa học
Toremifene, còn được gọi là 4-chlorotamoxifen, là một dẫn xuất của triphenylethylene và một chất tương tự mật thiết của tamoxifen. Nó cũng liên quan chặt chẽ với afimoxifene (4-hydroxytamoxifen) và ospemifene (deaminohydroxytoremifene).

## Lịch sử
Toremifene được giới thiệu ở Hoa Kỳ vào năm 1997. Nó là chất chống ung thư đầu tiên được giới thiệu ở đất nước này kể từ tamoxifen năm 1978.

## Xã hội và văn hoá

### Tên gốc
Toremifene là tên gốc của thuốc và INN và BAN của nó, trong khi toremifene citrate là USAN và JAN và torémifène là DCF của nó.

### Tên thương hiệu
Toremifene được bán trên thị trường gần như độc quyền dưới tên thương hiệu Fareston.

### khả dụng
Toremifene được bán rộng rãi trên toàn thế giới và có sẵn ở Hoa Kỳ, Vương quốc Anh, Ireland, nhiều nước châu Âu khác, Nam Phi, Úc, New Zealand và các nơi khác trên thế giới.

## Nghiên cứu
Toremifene cũng được đánh giá để ngăn ngừa ung thư tuyến tiền liệt và có thương hiệu dự kiến Acapodene.
Năm 2007, công ty dược phẩm GTx, Inc đã tiến hành hai thử nghiệm lâm sàng giai đoạn 3 khác nhau; Đầu tiên, một thử nghiệm lâm sàng Giai đoạn then chốt để điều trị các tác dụng phụ nghiêm trọng của liệu pháp androgen (ADT) (đặc biệt là gãy đốt sống/cột sống và bốc hỏa, hồ sơ lipid và gynecomastia) đối với ung thư tuyến tiền liệt tiến triển và giai đoạn thứ hai, giai đoạn III thử nghiệm để ngăn ngừa ung thư tuyến tiền liệt ở những người đàn ông có nguy cơ cao mắc u tuyến tiền liệt  cao, hoặc PIN. Kết quả của các thử nghiệm này dự kiến vào quý đầu năm 2008 
Một NDA cho ứng dụng đầu tiên (giảm tác dụng phụ ADT của ung thư tuyến tiền liệt) đã được đệ trình vào tháng 2 năm 2009, và vào tháng 10 năm 2009, FDA cho biết họ sẽ cần thêm dữ liệu lâm sàng, ví dụ như một thử nghiệm pha III khác.
Cuối cùng, sự phát triển đã bị ngừng lại và toremifene không bao giờ được bán trên thị trường cho các biến chứng liên quan đến ADT hoặc điều trị hoặc phòng ngừa ung thư tuyến tiền liệt.

### Kết quả thử nghiệm giai đoạn III
Một thử nghiệm lâm sàng mù đôi, kiểm soát giả dược, ngẫu nhiên, 3 năm về toremifene đã được tiến hành bằng cách sử dụng mẫu 1.260 nam giới. Đối tượng có độ tuổi trung bình là 64 tuổi và được chẩn đoán mắc u tuyến tiền liệt tuyến tiền liệt cao cấp (HGPIN), được coi là tiền ung thư, mặc dù Thompson và Leach cảm thấy mã PIN cấp thấp cũng có thể được coi là tiền ung thư.
Nhà tài trợ, GTx, người thiết kế và quản lý nghiên cứu, đã tìm thấy 34,7% giả dược và 32,3% nhóm toremifene có các sự kiện ung thư. Không có sự khác biệt được tìm thấy trong thang điểm Glory của một trong hai nhóm.
Các nghiên cứu trên chuột trước đây sử dụng adenocarcinoma biến đổi gen của chuột tuyến tiền liệt chuột (TRAMP) cho thấy toremifene ngăn ngừa khối u sờ thấy ở 60% động vật. Nghiên cứu này đã sử dụng toremifene như một phương pháp dự phòng sớm, khác biệt với nghiên cứu ở giai đoạn III của con người.